# Monodactylidae
Monodactylidae (Monodactylídeos) é uma família de peixes da subordem Percoidei, superfamília Percoidea. É muito comum em aquários domésticos, apesar de ser difícil sua manutenção. Os peixes desta família são conhecidos como mono, peixe-diamante ou natunga.

## Géneros
- Monodactylus
- Schuettea